# طفل للجميع (فلم)
طفل الجميع هو فيلم انتج عام 1995 من إخراج تسيتسي دانغاريمبغا التي أصبحت أول امرأة زيمبابوية سوداء تقوم بإخراج فيلم روائي طويل.
سيناريو الفيلم مستوحى من رواية Harvest of Thorns التي صدرت عام 1989 للكاتب شيمر تشينويديا. تم إنتاج فيلم "طفل الجميع" بواسطة صندوق الإعلام من أجل التنمية (MFD) في زيمبابوي، وكان في الأصل عبارة عن فيديو تدريبي لبرامج رعاية الأيتام المجتمعية. ونظرًا للنمو الهائل لأيتام الإيدز في القارة - في وقت تطوير المشروع، والذي كان من المتوقع أن يصل إلى 10 ملايين بحلول عام 2000 - فقد تقرر أن الفيلم الروائي سيكون له تأثير أكبر في بناء الوعي حول هذه القضية.
تحتوي الموسيقى التصويرية للفيلم على 12 أغنية أصلية لبعض الموسيقيين الأكثر شهرة في زيمبابوي في ذلك الوقت، و منهم توماس مابفومو وليونارد زاكاتا وآندي براون.
تم انتقاد الفيلم بسبب اللهجات غير العادية ولسرد القصة غير الدقيق بينما تلقت الموسيقى التصويرية مراجعات إيجابية.

## حبكة الفيلم
يركز الفيلم من المشكل المتزايدة المتمثلة في معاناة الأطفال من الصعوبات - خاصة نتيجة لمرض الإيدز - و يتتبع الفيلم الرحلة المفاجئة لطفلين إلى عالم مسؤولية الكبار. و هم إيتاي وتاماري الذين يشعران بالدمار بعد وفاة كلا الوالدين، وتتجنبهما العائلة والأصدقاء، ولم يبق لهما شيء. و محبطًا ويائسًا، يجرب إيتاي حظه في المدينة الكبيرة، ويترك تماري في المنزل لتعتني بنفسها وبإخوتها الصغار.

## روابط خارجية
- طفل للجميع على موقع IMDb (الإنجليزية)
- طفل للجميع على موقع Turner Classic Movies (الإنجليزية)
- طفل للجميع على موقع أول موفي (الإنجليزية)
- طفل للجميع على موقع فيلمافينيتي (الإسبانية)
- طفل للجميع على موقع قاعدة بيانات الفيلم (الإنجليزية)
- طفل للجميع على موقع ليتربوكسد (الإنجليزية)
- طفل للجميع على موقع كينوبويسك (الروسية)